# 新不伦瑞克大学
紐賓士域大學（英語：University of New Brunswick，縮寫为），是加拿大新不伦瑞克省的一所非宗教大学。它是加拿大最古老的英语大学，以及北美四所最古老的公立大学之一（另外三所为佐治亚大学，北卡罗来纳大学教堂山分校及威廉与玛丽学院）。紐賓士域大學由美国革命后的七位效忠派人士建立。
賓士域大學有两个校区，分别位于新不伦瑞克省的首府弗雷德里克顿以及最大城市圣约翰。弗雷德里克顿为主校区，建立于1785年，圣约翰校区建立于1964年。除了这两个主要的校区，还有两个较小的卫星健康科学校园分别位为蒙克顿和巴萨特，以及两个位于加勒比地区和北京的辦事處。新不伦瑞克大学的14个学院提供本科及研究生阶段的超过75种学位。在两个校区内注册有約9,700名学生。自2010年开始，新不伦瑞克大学和新斯科舍省的戴尔豪斯大学合作，以向圣约翰校区提供英语教学的医学课程。